# 中山駅 (神奈川県)
中山駅（なかやまえき）は、神奈川県横浜市緑区にある、東日本旅客鉄道（JR東日本）・横浜市交通局（横浜市営地下鉄）の駅。
JR東日本の駅は寺山町に、横浜市営地下鉄の駅は中山に、それぞれ所在する。

## 乗り入れ路線
JR東日本の横浜線と、横浜市営地下鉄のグリーンライン（4号線）の2路線が乗り入れ、接続駅となっている。また、各路線ごとに駅番号が付与されている。
- JR東日本： 横浜線 - 駅番号「JH 19」
- 横浜市交通局： 横浜市営地下鉄グリーンライン - 駅番号「G01」

JR東日本の駅は、特定都区市内制度における「横浜市内」に属している。横浜市交通局の駅のステーションカラーはみどり。

## 歴史
- 1908年（明治41年）9月23日：横浜鉄道の東神奈川 - 八王子間の開通時に開業[2]。
- 1910年（明治43年）4月1日：鉄道院が借り上げ[2]。
- 1917年（大正6年）10月1日：国有化され、鉄道院の駅となる。
- 1918年（大正7年）1月8日：火災により駅が全焼。出火原因は駅夫がストーブの側にランプ掃除用の布を置き忘れ飛火したため[3]。
- 1960年（昭和35年）1月16日：貨物の取り扱いが廃止[2]。
- 1983年（昭和58年）3月24日：橋上駅舎化[4]。総工費8億7,000万円は国鉄・横浜市・地元の土地区画整理組合が共同で負担[4]。荷物扱い廃止[2]。
- 1985年（昭和60年）11月22日：駅ビル「ロンロン中山」が開業。
- 1987年（昭和62年）4月1日：国鉄分割民営化に伴い、国鉄の駅は東日本旅客鉄道（JR東日本）の駅となる[2]。
- 1994年（平成6年）9月27日：自動改札機を設置し、供用開始[5]。
- 1999年（平成11年）12月4日：上りの快速待避も一部を除き町田駅となり、当駅での快速待避は上り1本のみになる。
- 2001年（平成13年）11月18日：ICカード「Suica」の利用が可能となる。
- 2005年（平成17年）3月1日：ダイヤ改正による組織改正により、長津田駅の被管理駅となる。
- 2006年（平成18年）3月18日：菊名駅が快速停車駅に追加。その影響で上りの快速待機が再び当駅で行われるようになる。
- 2008年（平成20年）3月30日：横浜市営地下鉄グリーンラインの駅が開業。
- 2012年（平成24年）5月1日：横浜市営地下鉄でdocomo Wi-Fiによる、無線LANサービス開始。
- 2013年（平成25年）
  - 8月29日：駅ビル「ロンロン中山」が「ビーンズ中山」へ名称変更[6]。
  - 10月1日：当駅付近のJR横浜線と神奈川県道109号青砥上星川線の交差する川和踏切において踏切死傷事故発生。横浜線川和踏切死傷事故の項目を参照。
- 2022年（令和4年）
  - 12月15日：みどりの窓口の営業を終了[7][8]。
  - 12月16日：話せる指定席券売機を導入[7][8]。
- 2023年（令和5年）7月28日：JR東日本・1・3番線（横浜線）ホームでスマートホームドアの使用を開始[9]。
- 2025年（令和7年）度：JR東日本・2番線（横浜線）ホームでスマートホームドアの使用を開始（予定）[10]。

## 駅構造

### JR東日本
単式ホーム1面1線と島式ホーム1面2線、合計2面3線のホームを有する地上駅で、橋上駅舎を備える。
かつては快速運転区間の東神奈川駅 - 橋本駅間のほぼ中間駅として上下線の快速待避を行うために2面4線にする計画があったが、1番線ホームの隣に駅ビルが建設されたため、中止となった。北口と南口があり、南口は小規模な駅ビル「ロンロン中山」となっていたが、2013年（平成25年）8月29日に「ビーンズ中山」へ名称変更された。
改札口は橋上駅舎の中央と横浜市営地下鉄グリーンラインへの連絡地下通路上の2か所である。このうち、地下鉄連絡改札にはお客さまサポートコールシステムが導入されており、遠隔対応のため改札係員は終日不在となる。長津田駅管理の業務委託駅（JR東日本ステーションサービス委託）。2017年6月までは直営駅だった。指定席券売機、話せる指定席券売機が設置されている。

#### のりば
| 番線 | 路線   | 方向 | 行先                       | 備考                                           |
| ---- | ------ | ---- | -------------------------- | ---------------------------------------------- |
| 1    | 横浜線 | 下り | 町田・橋本・八王子方面     |                                                |
| 2    | 横浜線 | 下り | 町田・橋本・八王子方面     | 主に上りの快速の待避や上下の当駅始発に使われる |
| 2    | 横浜線 | 上り | 新横浜・東神奈川・横浜方面 | 主に上りの快速の待避や上下の当駅始発に使われる |
| 3    | 横浜線 | 上り | 新横浜・東神奈川・横浜方面 |                                                |

（出典：JR東日本:駅構内図）
- 根岸線への直通は日中は横浜駅の一つ先にある桜木町駅までで、桜木町駅から先の磯子・大船方面への直通は朝夕のみである。

| 運転番線 | 営業番線 | ホーム | 東神奈川方面着発 | 町田・八王子方面着発 | 備考     |
| -------- | -------- | ------ | ---------------- | -------------------- | -------- |
| 1        | 1        | 8両分  | 到着可           | 出発可               | 下り本線 |
| 2        | 2        | 8両分  | 到着・出発可     | 到着・出発可         | 中線     |
| 3        | 3        | 8両分  | 出発可           | 到着可               | 上り本線 |

#### 2番線ホーム
2番線は上下共用の待避線（中線）であり、実際の駅構内の案内標では方面表記が未記入となっている。この2番線は以下の通り使用される。
- 上り東神奈川方面の各駅停車の快速待ち合わせ
- 毎日6時台の当駅始発の各駅停車（平日は八王子行き、土曜・休日は橋本行き）
- 横浜国際総合競技場で開催される催事（主にFIFA（国際サッカー連盟）主催サッカー国際試合）に合わせての臨時列車の当駅での折り返しなど。
- 修学旅行列車や団体列車の時間調整（臨時停車）など。
- 事故・トラブルや、大雨・落雷などでダイヤが乱れた場合。

#### 以前の快速待避
1988年3月13日のダイヤ改正で横浜線に快速が設定された当初は、日中1時間に1本の運転であった。当駅で上り・下りとも各駅停車は快速の待避を行っていたが、下りの各駅停車は2番線の上りホームに到着し、快速に乗車する際は跨線橋を経由して乗り換える必要があった。このため、快速は当初通過予定だった鴨居駅に停車し、快速に乗り換える際は同駅で同一ホームで乗り換えできるようにした。1996年以降、下りの快速待避は同一ホームで乗り換えが可能な町田駅で行うようになった。1999年以降は上りも町田駅で快速の待避を行っていたが、2006年3月18日のダイヤ改正より上りの快速待避が再び一部を除き当駅で行われるようになった。

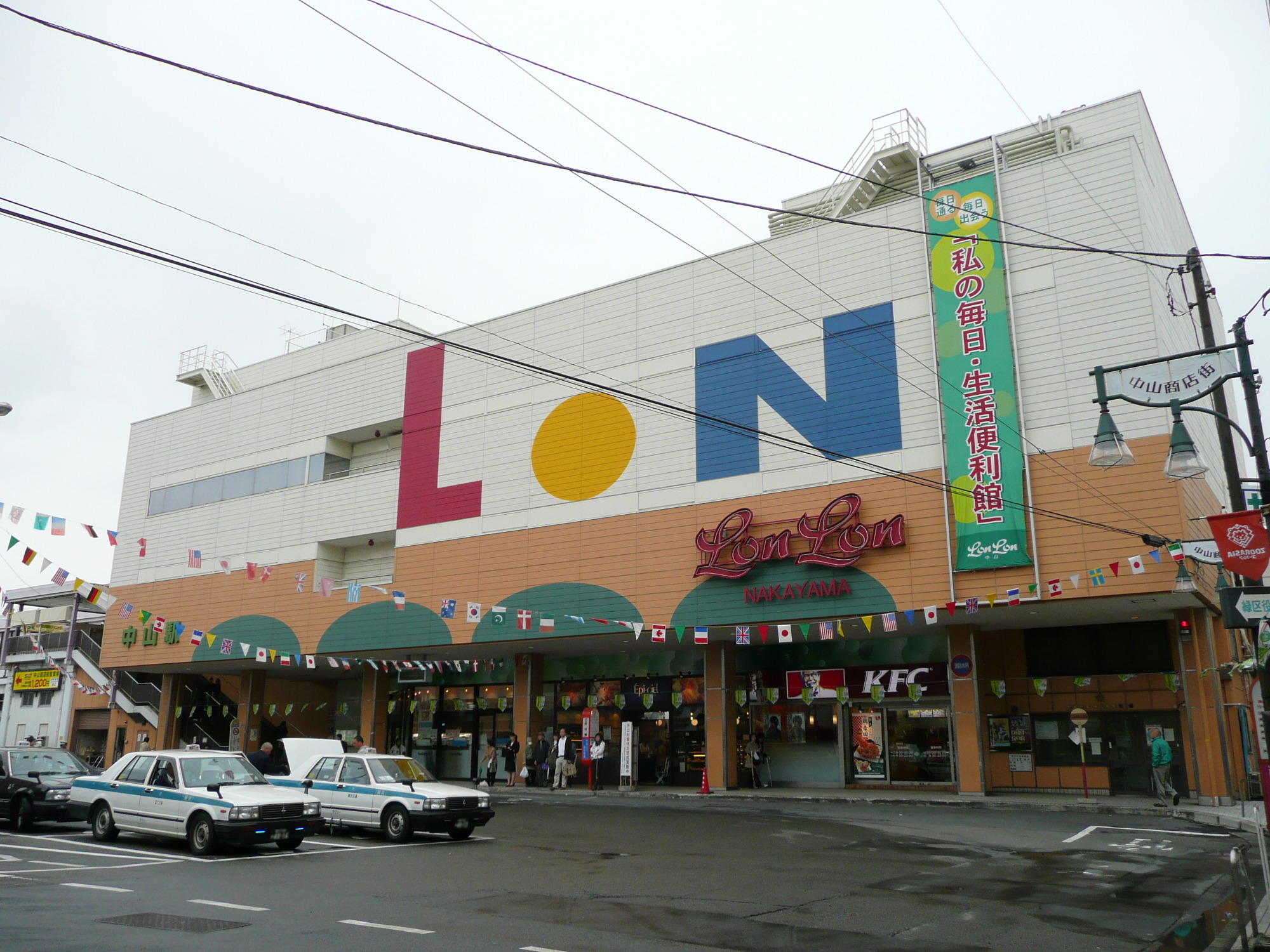
「ロンロン中山」時代の南口（2008年4月）
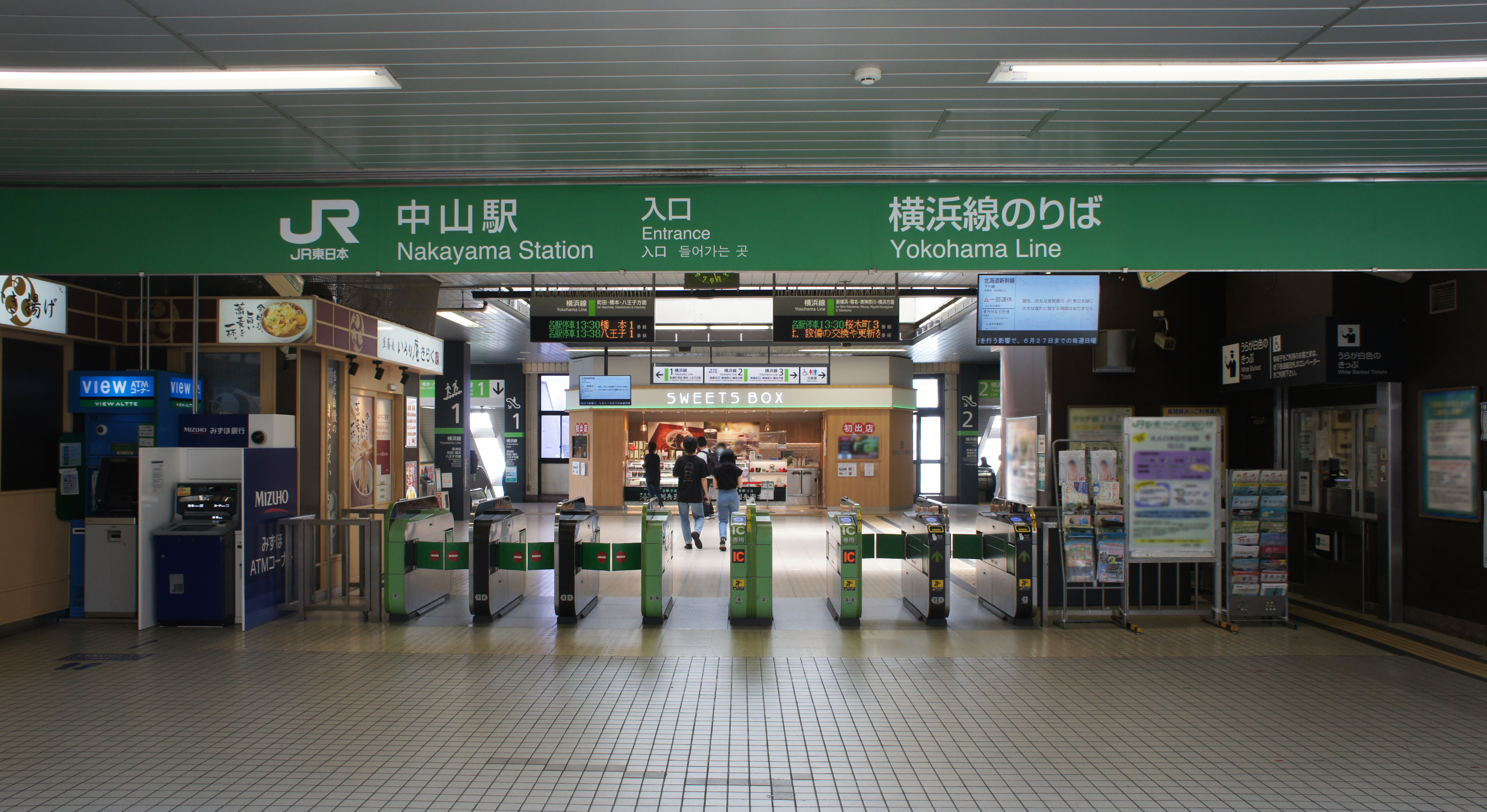
改札口（2021年5月）
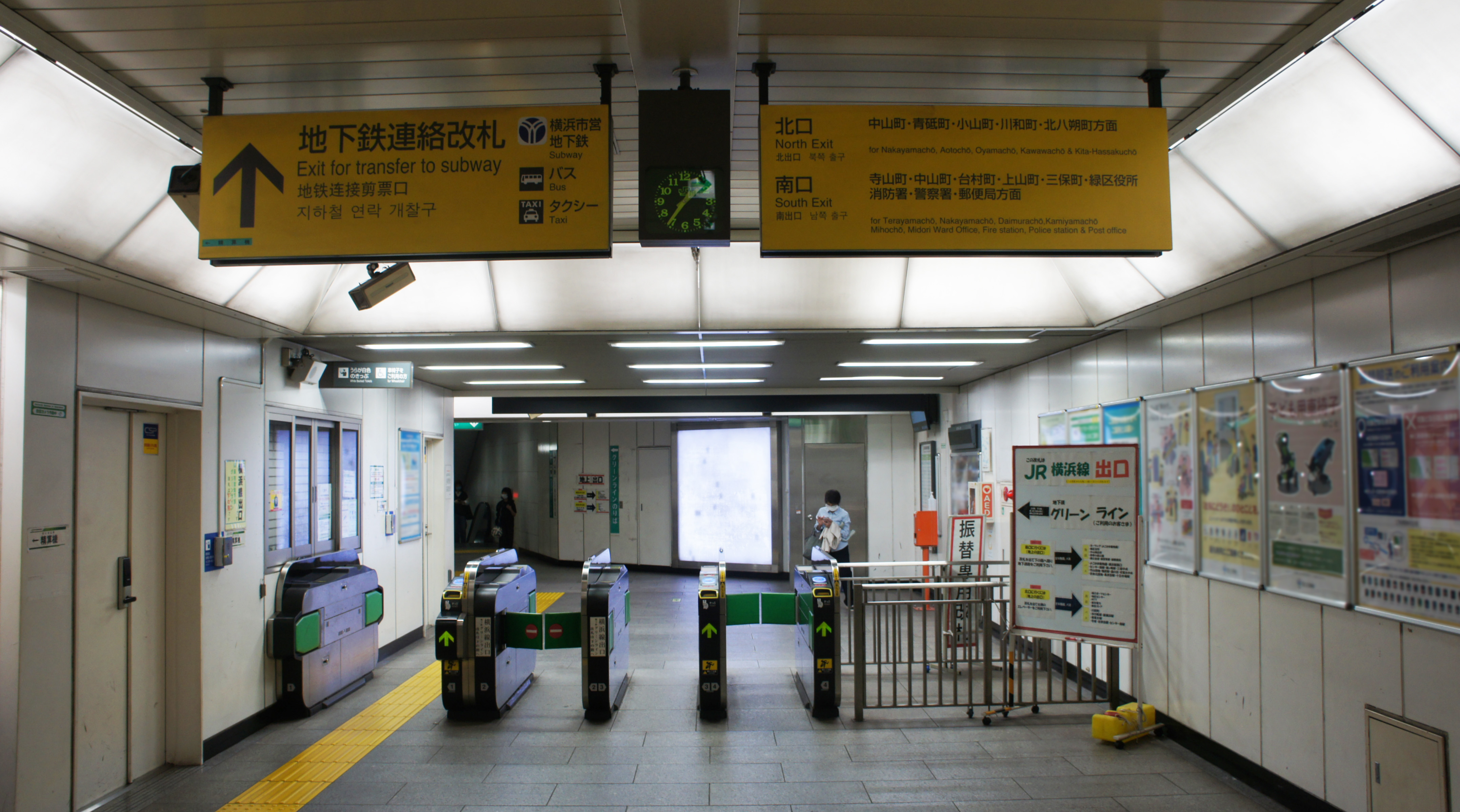
JR・横浜市営地下鉄連絡改札口（2021年5月）
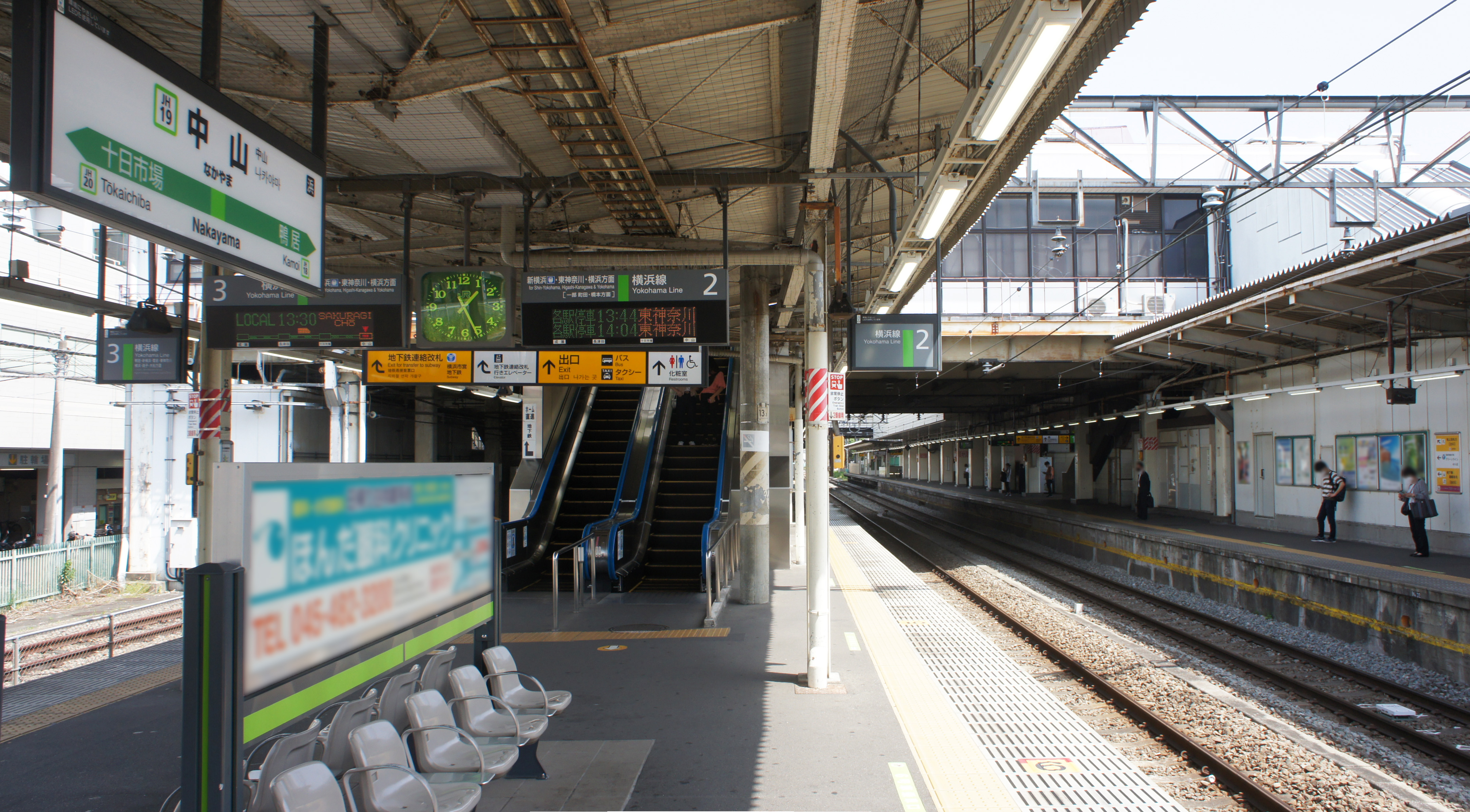
ホーム（2021年5月）

### 横浜市営地下鉄
島式ホーム1面2線を有する地下駅である。出口2と改札口を結ぶ通路の中間には、展示スペースが設置されている。延床面積7,944㎡。平成20年度バリアフリー・ユニバーサルデザイン推進功労者表彰「内閣府特命担当大臣表彰優良賞」受賞。ステーションカラーは四季の森公園等、周辺の豊かな自然をイメージしてみどり（青竹色）。
駅のデザインテーマは「むすびのひろば」で、地域の住民や資源とグリーンライン利用者とのコミュニティの活性化を目標としている。周辺の恩田川や四季の森公園の「水と森」をテーマに、水の透明感はガラス素材のタイル、カエデの森の木漏れ日とひだまりは照明と光天井によって表現されている。

#### のりば
| 番線 | 路線           | 行先     |
| ---- | -------------- | -------- |
| 1・2 | グリーンライン | 日吉方面 |

- 上表の路線名は旅客案内上の名称（愛称）で記載している。グリーンラインの全営業列車が当駅を発着する。
- 2008年（平成20年）4月、利用者から駅構内での異臭に関する苦情が交通局に寄せられるようになった。交通局では日吉方面のトンネル内の湧水が原因と特定し、緊急対策として、排水溝の清掃や消臭剤の散布、湧水を希釈するなどの対策を実施している。

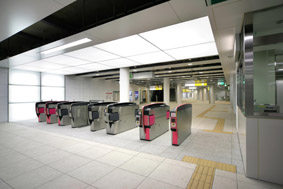
改札口
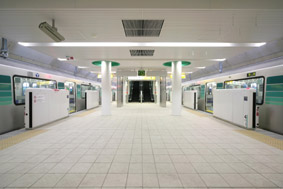
ホーム

## 利用状況
- JR東日本 - 2023年度（令和5年度）の1日平均乗車人員は37,426人である[利用客数 1]。
- 横浜市営地下鉄 - 2023年度（令和5年度）の1日平均乗降人員は27,195人（乗車人員：13,641人、降車人員：13,554人）である[乗降データ 1]。
グリーンライン全10駅の中ではセンター南駅に次ぐ第4位。

### 年度別1日平均乗降人員
各年度の1日平均乗降人員は下表の通り。
| 年度               | 横浜市営地下鉄   | 横浜市営地下鉄 |
| 年度               | 1日平均 乗降人員 | 増加率         |
| ------------------ | ---------------- | -------------- |
| 2007年（平成19年） |                  |                |
| 2008年（平成20年） | 17,549           |                |
| 2009年（平成21年） | 20,208           | 15.1%          |
| 2010年（平成22年） | 22,324           | 10.5%          |
| 2011年（平成23年） | 23,319           | 4.5%           |
| 2012年（平成24年） | 24,811           | 6.4%           |
| 2013年（平成25年） | 26,053           | 5.0%           |
| 2014年（平成26年） | 27,020           | 3.7%           |
| 2015年（平成27年） | 28,835           | 6.7%           |
| 2016年（平成28年） | 29,254           | 1.5%           |
| 2017年（平成29年） | 30,341           | 3.7%           |
| 2018年（平成30年） | 31,061           | 2.4%           |
| 2019年（令和元年） | 30,589           | −1.5%          |
| 2020年（令和02年） | 22,518           | −26.4%         |
| 2021年（令和03年） | 24,753           | 9.9%           |
| 2022年（令和04年） | 26,401           | 6.7%           |
| 2023年（令和05年） | 27,195           | 3.0%           |

### 年度別1日平均乗車人員（1991年 - 2000年）
各年度の1日平均乗車人員は下表の通り。
| 年度               | JR東日本 | 横浜市営 地下鉄 | 出典               |
| ------------------ | -------- | --------------- | ------------------ |
| 1991年（平成03年） | 27,546   | 未開業          |                    |
| 1992年（平成04年） | 28,793   | 未開業          |                    |
| 1993年（平成05年） | 29,342   | 未開業          |                    |
| 1994年（平成06年） | 29,467   | 未開業          |                    |
| 1995年（平成07年） | 29,486   | 未開業          | [ 乗降データ 2 ]   |
| 1996年（平成08年） | 29,723   | 未開業          |                    |
| 1997年（平成09年） | 29,509   | 未開業          |                    |
| 1998年（平成10年） | 29,268   | 未開業          | [ 神奈川県統計 1 ] |
| 1999年（平成11年） | 30,274   | 未開業          | [ 神奈川県統計 2 ] |
| 2000年（平成12年） | 30,237   | 未開業          | [ 神奈川県統計 2 ] |

### 年度別1日平均乗車人員（2001年以降）
| 年度               | JR東日本 | 横浜市営 地下鉄 | 出典                |
| ------------------ | -------- | --------------- | ------------------- |
| 2001年（平成13年） | 30,673   | 未開業          | [ 神奈川県統計 3 ]  |
| 2002年（平成14年） | 30,967   | 未開業          | [ 神奈川県統計 4 ]  |
| 2003年（平成15年） | 31,375   | 未開業          | [ 神奈川県統計 5 ]  |
| 2004年（平成16年） | 31,402   | 未開業          | [ 神奈川県統計 6 ]  |
| 2005年（平成17年） | 31,529   | 未開業          | [ 神奈川県統計 7 ]  |
| 2006年（平成18年） | 31,952   | 未開業          | [ 神奈川県統計 8 ]  |
| 2007年（平成19年） | 32,988   | 34,536          | [ 神奈川県統計 9 ]  |
| 2008年（平成20年） | 36,541   | 8,714           | [ 神奈川県統計 10 ] |
| 2009年（平成21年） | 36,852   | 10,084          | [ 神奈川県統計 11 ] |
| 2010年（平成22年） | 37,302   | 11,158          | [ 神奈川県統計 12 ] |
| 2011年（平成23年） | 37,829   | 11,668          | [ 神奈川県統計 13 ] |
| 2012年（平成24年） | 38,821   | 12,427          | [ 神奈川県統計 14 ] |
| 2013年（平成25年） | 39,824   | 13,065          | [ 神奈川県統計 15 ] |
| 2014年（平成26年） | 39,937   | 13,549          | [ 神奈川県統計 16 ] |
| 2015年（平成27年） | 41,168   | 14,449          | [ 神奈川県統計 17 ] |
| 2016年（平成28年） | 41,636   | 14,680          | [ 神奈川県統計 18 ] |
| 2017年（平成29年） | 41,992   | 15,242          | [ 神奈川県統計 19 ] |
| 2018年（平成30年） | 42,301   | 15,618          | [ 神奈川県統計 20 ] |
| 2019年（令和元年） | 41,986   | 15,383          | [ 神奈川県統計 21 ] |
| 2020年（令和02年） | 31,742   | 11,304          |                     |
| 2021年（令和03年） | 33,761   | 12,421          |                     |
| 2022年（令和04年） | 36,096   | 13,247          |                     |
| 2023年（令和05年） | 37,426   | 13,641          |                     |

### 備考
1. ↑  平成20年3月30日開業で2日間のデータ

## 駅周辺
公共施設
- 緑区総合庁舎
- 神奈川県緑警察署
- 横浜市緑消防署
- 中山地区センター

教育
- 横浜商科大学 みどりキャンパス
- 神奈川大学附属中・高等学校

公園など

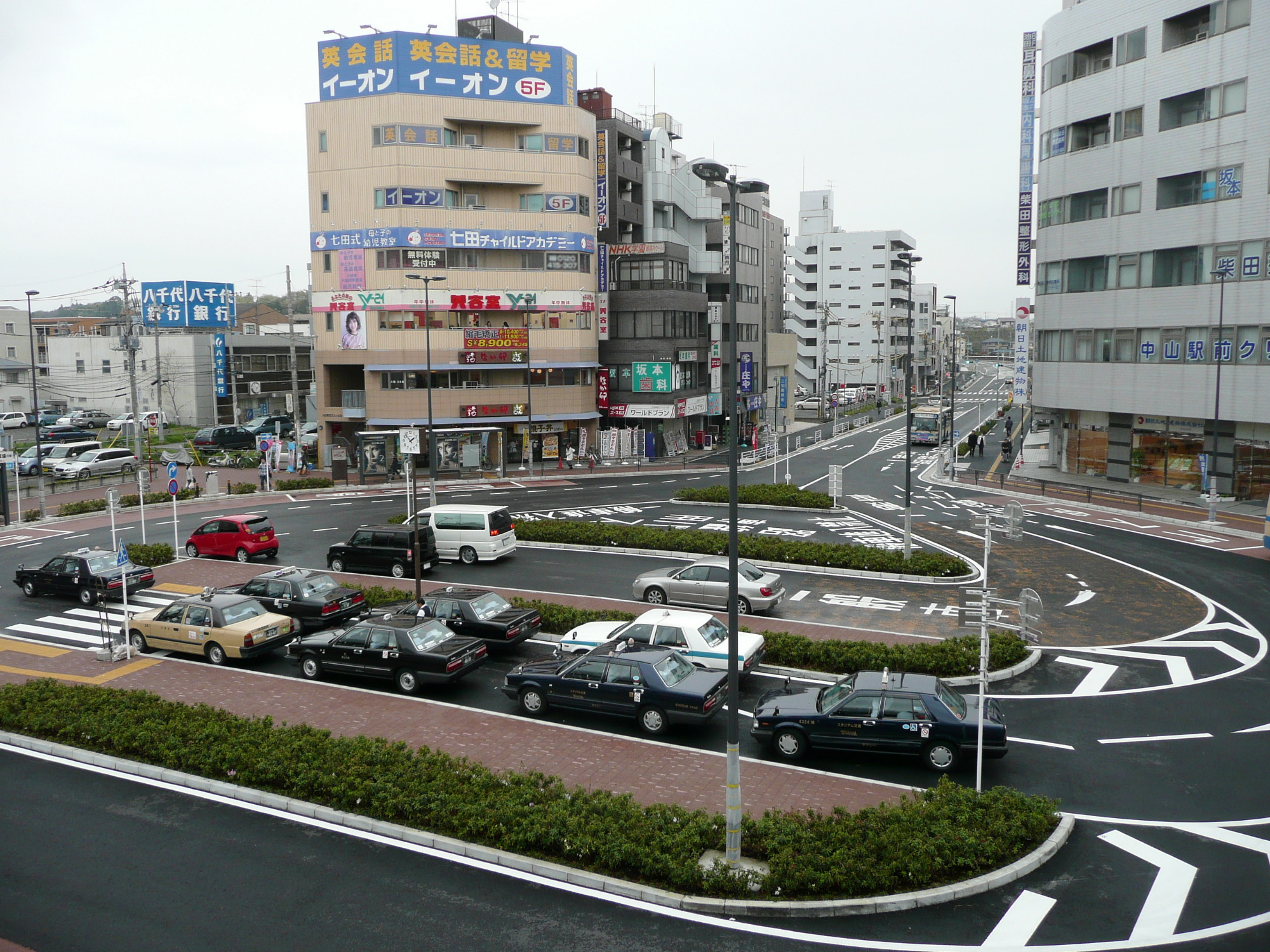
北口駅前広場（2008年4月）

- 横浜動物の森公園・よこはま動物園ズーラシア（南口より路線バスあり）

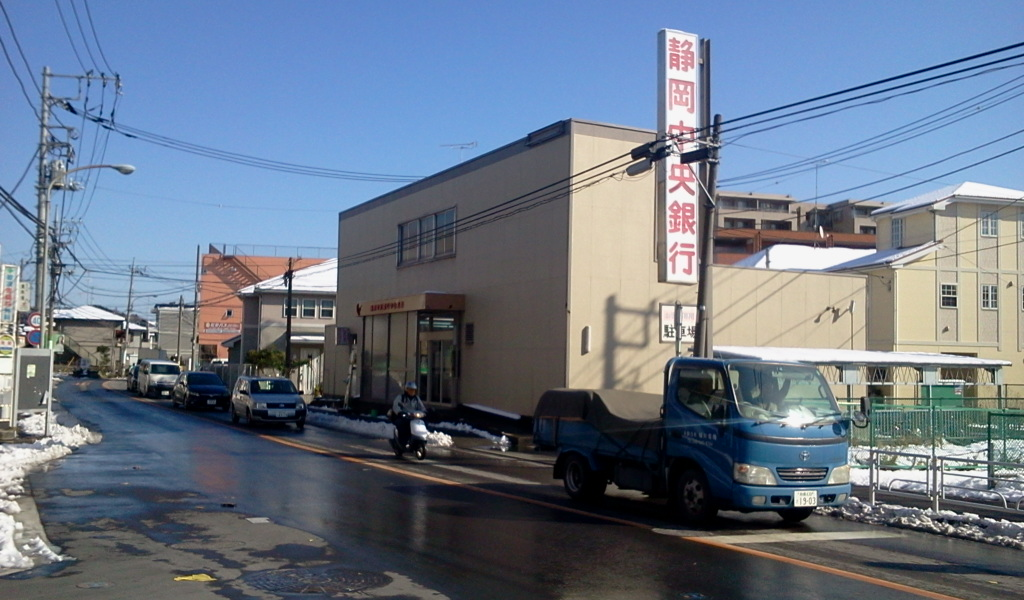
静岡中央銀行中山支店

- 神奈川県立四季の森公園
- 横浜市立長坂谷公園

郵便局・銀行
- 緑郵便局
  - ゆうちょ銀行横浜緑店
- 横浜台村郵便局
- 横浜銀行中山支店
- 静岡銀行中山支店
- きらぼし銀行中山支店
- 横浜信用金庫中山支店
- 静岡中央銀行中山支店

商業施設
- 中山とうきゅう
- しまむら
- 食品館あおば
- ヤマダデンキ
- 横浜四季の森フォレオ

その他の施設
- 京セラ横浜中山事業所
- LIXIL横浜工場
- エピロックジャパン
- 医療法人社団元気会横浜病院
- 曹洞宗大藏寺

道路
- 神奈川県道110号中山停車場線
- 神奈川県道109号青砥上星川線

## バス路線
バスロータリーが南口と北口の2か所に設けられており、横浜市交通局（横浜市営バス）・神奈川中央交通・東急バス・相鉄バスが運行するバス路線が乗り入れている。南口発着は「中山駅（市営は中山駅前）」、北口発着は「中山駅北口」と表記される。
南口
| のりば | 運行事業者     | 系統・行先                                                                                      |
| ------ | -------------- | ----------------------------------------------------------------------------------------------- |
| 1      | 相鉄バス       | - 旭11：鶴ヶ峰駅 - 旭13・旭14：よこはま動物園 / よこはま動物園北門 - 旭37：三ツ境駅             |
| 1      | 神奈川中央交通 | - 横52：横浜駅西口 - 中53：鶴ヶ峰駅                                                             |
| 交番前 | 神奈川中央交通 | - 中54：三保中央 - 中55：（急行）中山車庫 - 中57：（急行）武蔵中山台西                          |
| 2      | 神奈川中央交通 | - 1：竹山団地 - 1・横51：横浜駅西口                                                             |
| 2      | 横浜市営バス   | - 1：緑車庫前 - 12：白山高校 / 鴨居駅前 / 西菅田団地 - 39：横浜駅西口 - 275：（循環）上山町公園 |
| 3      | 相鉄バス       | 旭15：鶴ヶ峰駅                                                                                  |
| 3      | 横浜市営バス   | - 23・205：若葉台中央 - 98：長津田駅 / 十日市場駅 - 240：（循環）森の台中央                     |

北口
| のりば | 運行事業者                | 系統・行先                                     |
| ------ | ------------------------- | ---------------------------------------------- |
| 1      | 東急バス                  | - 市43：市が尾駅 / 桐蔭学園前 - 青81：青葉台駅 |
| 2      | 横浜市営バス              | - 80：センター南駅 - 305：市が尾駅             |
| 3      | - 横浜市営バス - 東急バス | 90・青90：青葉台駅                             |
| 4      | 横浜市営バス              | - 28：新羽駅 - 41：新横浜駅 - 74：谷津田原循環 |

2019年（令和元年）10月31日までは成田空港行きの高速バス（東急バス・京成バスの共同運行）も乗り入れていたが、同日をもって運行を終了した。また、神奈川中央交通東の90系統は2025年（令和7年）3月28日で運行を終了した。

## 隣の駅
東日本旅客鉄道（JR東日本）
 横浜線
■快速
鴨居駅 (JH 18) - 中山駅 (JH 19) - 長津田駅 (JH 21)
■各駅停車
鴨居駅 (JH 18) - 中山駅 (JH 19) - 十日市場駅 (JH 20)
横浜市営地下鉄
 グリーンライン（4号線）
中山駅 (G01) - 川和町駅 (G02)

### 記事本文